# Валківська сільська рада (Прилуцький район)
Ва́лківська сільська́ ра́да — адміністративно-територіальна одиниця та орган місцевого самоврядування у Прилуцькому районі Чернігівської області. Адміністративний центр — село Валки.

## Загальні відомості
Валківська сільська рада утворена у 1920 році.
- Територія ради: 65,59 км²
- Населення ради: 1 230 осіб (станом на 2001 рік)

## Населені пункти
Сільській раді були підпорядковані населені пункти:
- с. Валки
- с. Боршна
- с. Мільки

## Склад ради
Рада складалася з 16 депутатів та голови.
- Голова ради: Дмитрієвський Михайло Миколайович
- Секретар ради: Бойченко Любов Василівна

### Керівний склад попередніх скликань
| Прізвище, ім'я, по батькові       | Основні відомості                                                               | Дата обрання | Дата звільнення |
| --------------------------------- | ------------------------------------------------------------------------------- | ------------ | --------------- |
| Чудо Ганна Василівна              | Сільський голова, 1956 року народження                                          | 26.03.2006   | 31.10.2010      |
| Чудо Галина Василівна             | Сільський голова, 1956 року народження, освіта вища, позапартійна               | 31.10.2010   | 02.06.2013      |
| Дмитрієвський Михайло Миколайович | Сільський голова, 1961 року народження, освіта середня спеціальна, безпартійний | 02.06.2013   |                 |

Примітка: таблиця складена за даними сайту Верховної Ради України

### Депутати
За результатами місцевих виборів 2010 року депутатами ради стали:

#### За суб'єктами висування
| Суб'єкт висування            | Кількість обраних депутатів | %  |
| ---------------------------- | --------------------------- | -- |
| Самовисування                | 12                          | 75 |
| Соціалістична партія України | 4                           | 25 |

#### За округами
| № округу                     | Прізвище, ім'я, по батькові     | Дата визнання обраним | Освіта             | Партійна приналежність                | Відомості про обраного депутата                                       |
| ---------------------------- | ------------------------------- | --------------------- | ------------------ | ------------------------------------- | --------------------------------------------------------------------- |
| Соціалістична партія України |                                 |                       |                    |                                       |                                                                       |
| 2                            | Тарасенко Володимир Петрович    | 02.11.2010            | середня спеціальна | член Соціалістичної партії України    | Валківська загальноосвітня школа І-ІІІ ст., оператор газової котельні |
| 5                            | Жуковський Сергій Федорович     | 02.11.2010            | середня            | член Соціалістичної партії України    | Валківська психіатрична лікарня, молодша медична сестра               |
| 10                           | Прима Тетяна Олексіївна         | 02.11.2010            | вища               | член Соціалістичної партії України    | Валківська психіатрична лікарня, медична сестра                       |
| 12                           | Косаренко Ярослав Валерійович   | 02.11.2010            | вища               | член Соціалістичної партії України    | тимчасово не працює                                                   |
| Самовисування                |                                 |                       |                    |                                       |                                                                       |
| 1                            | Дмитрієвська Наталка Михайлівна | 02.11.2010            | вища               | позапартійна                          | тимчасово не працює                                                   |
| 3                            | Лабунець Олена Вікторівна       | 02.11.2010            | вища               | член Політичної партії «Сила і Честь» | Валківський фельдшерсько-акушерський пункт, акушерка                  |
| 4                            | Бойченко Любов Василівна        | 02.11.2010            | вища               | позапартійна                          | Валківська сільська рада, секретар                                    |
| 6                            | Майстренко Наталія Іванівна     | 02.11.2010            | вища               | позапартійна                          | Мільківський фельдшерський пункт, завідувачка                         |
| 7                            | Каленіченко Валентина Петрівна  | 02.11.2010            | вища               | позапартійна                          | відділення зв'язку с. Боршна, завідувачка                             |
| 8                            | Євтушенко Ганна Михайлівна      | 02.11.2010            | вища               | позапартійна                          | Валківська сільська рада, головний бухгалтер                          |
| 9                            | Ващенко Валентина Григорівна    | 02.11.2010            | вища               | позапартійна                          | Валківська психіатрична лікарня, старша медична сестра                |
| 11                           | Маценко Світлана Павлівна       | 02.11.2010            | середня            | позапартійна                          | приватний підприємець                                                 |
| 13                           | Тарасенко Марія Олексіївна      | 02.11.2010            | середня            | позапартійна                          | МПП м. Прилуки, обліковець молока                                     |
| 14                           | Мась Антоніна Василівна         | 02.11.2010            | середня            | позапартійна                          | Валківська психіатрична лікарня, молодша медична сестра               |
| 15                           | Каленіченко Ганна Василівна     | 02.11.2010            | середня            | позапартійна                          | Валківська психіатрична лікарня, молодша медична сестра               |
| 16                           | Даниленко Валентина Григорівна  | 02.11.2010            | середня            | позапартійна                          | тимчасово не працює                                                   |